# Maher Carrizo
Maher Mauricio Carrizo (Santiago del Estero, 19 febbraio 2006) è un calciatore argentino, attaccante del Vélez Sarsfield.

## Carriera

### Club
Carrizo è cresciuto nel settore giovanile del Vélez Sarsfield, con cui ha firmato il primo contratto professionistico il 21 settembre 2023. Ha debuttato in prima squadra il 7 agosto 2024 nell'incontro di Copa Argentina contro il San Lorenzo dove ha siglato il gol del definitivo 3-1.

### Nazionale
Nel 2023 con la Argentina Under-17 ha partecipato al campionato mondiale di categoria. Nel 2024 ha debuttato con l'Under-20, con cui nel 2025 ha conquistato un secondo posto nel campionato sudamericano di categoria, contribuendovi con 4 reti in 9 partite giocate nel corso del torneo.

## Statistiche

### Presenze e reti nei club
Statistiche aggiornate al 22 maggio 2025.
| Stagione        | Squadra         | Campionato      | Campionato | Campionato | Coppe nazionali | Coppe nazionali | Coppe nazionali | Coppe continentali | Coppe continentali | Coppe continentali | Altre coppe | Altre coppe | Altre coppe | Totale | Totale | Totale |
| Stagione        | Squadra         | Comp            | Pres       | Reti       | Comp            | Pres            | Reti            | Comp               | Pres               | Reti               | Comp        | Pres        | Reti        | Pres   | Reti   |        |
| --------------- | --------------- | --------------- | ---------- | ---------- | --------------- | --------------- | --------------- | ------------------ | ------------------ | ------------------ | ----------- | ----------- | ----------- | ------ | ------ | ------ |
| 2024            | Vélez Sarsfield | PD              | 11         | 0          | CA+CdL          | 3+0             | 1+0             | -                  | -                  | -                  | TC          | 1           | 0           | 15     | 1      |        |
| 2025            | Vélez Sarsfield | PD              | 10         | 3          | CA              | 2               | 0               | CL                 | 5                  | 4                  | SA          | -           | -           | 17     | 7      |        |
| Totale carriera | Totale carriera | Totale carriera | 21         | 3          |                 | 5               | 1               |                    | 5                  | 4                  |             | 1           | 0           | 32     | 8      |        |

## Palmarès

### Competizioni nazionali

#### Club
- Campionato argentino: 1

Vélez Sarsfield: 2024
- Supercopa Internacional: 1

Vélez Sarsfield: 2024